# Aggetorp
Aggetorp är två bebyggelser i Stora Lundby socken i Lerums kommun.  SCB avgränsade före 2015 två småorter för bebyggelserna. Sedan 2015 räknas de som en del av tätorten Gråbo.